# 密齿楼梯草
密齿楼梯草（学名：Elatostema pycnodontum）为荨麻科楼梯草属的植物，是中国的特有植物。分布于中国大陆的湖北、云南、湖南、贵州等地，生长于海拔800米至1,100米的地区，常生长在山谷沟边以及岩洞中阴处，目前尚未由人工引种栽培。